# 加藤喜代美

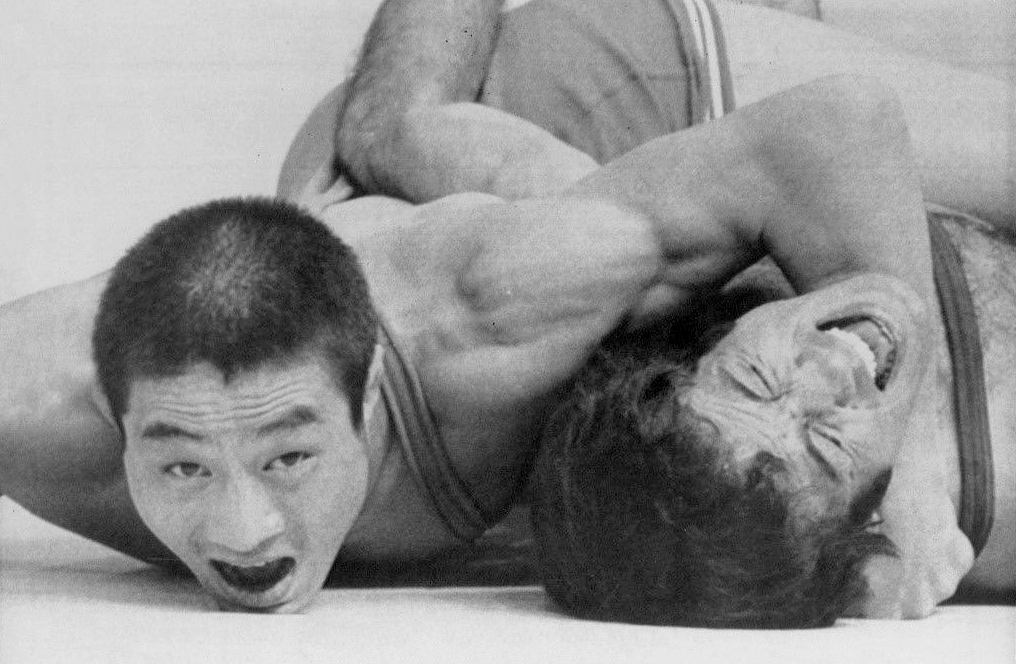
加藤喜代美

加藤 喜代美（かとう きよみ、男性、1948年3月8日 - ）は、アマチュアレスリング選手。1972年ミュンヘンオリンピックレスリングフリースタイル・52キロ級（旧フライ級）金メダリスト。北海道旭川市出身。最終学歴は専修大学卒業。4年次に専修大学レスリング部主将。3学年下の1年次に長州力がいた。身長150cm代と小柄だったため、飛び上がってまで長州らを引っぱたいて折檻することもあった（長州談）という。そこから長州ら専修大学レスリング部は4年連続大学日本一になっている。これまでに10人の五輪オリンピアンを輩出。

## 略歴
北海道旭川商業高等学校から専修大学を経て、三信電気に入社。全日本選手権で1968～71年と4連覇を達成したが、1971年の世界選手権では6位。翌年のミュンヘンオリンピックでの下馬評も高くなかったが、初戦で前年の世界チャンピオン、モハマド・ゴルバニ（イラン）にフォール勝ちして波に乗り、その後の試合も勝ち進んで見事金メダルを獲得。1964年東京五輪の吉田義勝、1968年メキシコ五輪の中田茂男に続いてこの種目三連覇を成し遂げた。